# Liste der Stolpersteine in Marsberg
Die Liste der Stolpersteine in Marsberg enthält die Stolpersteine, die im Rahmen des gleichnamigen Kunst-Projekts von Gunter Demnig in Marsberg verlegt wurden. Mit ihnen soll an die Opfer des Nationalsozialismus erinnert werden, die in Marsberg lebten und wirkten.

## Beringhausen
| Name               | Adresse           | Bild | Inschrift | Verlegedatum | Biografie und Anmerkungen |
| ------------------ | ----------------- | --- | --- | ------------ | ------------------------- |
| Hertha Lichtenfeld | Bundesstraße 33 · | Bild gesucht Die Wikipedia wünscht sich an dieser Stelle ein Bild vom Ort mit diesen Koordinaten 51.407724 8.756446 . Motiv: Bundesstraße 33: Stolpersteine für Familie Lichtenfeld, die Lage und das Haus Falls du dabei helfen möchtest, erklärt die Anleitung , wie das geht. BW               | Hier wohnte Hertha Lichtenfeld geb. Eichengrün Jg. 1912 Flucht Holland interniert Westerbork deportiert 1943 Sobibor ermordet 4.6.1943 |              |                           |
| Julius Eichengrün  | Bundesstraße 33 · | Bild gesucht Die Wikipedia wünscht sich an dieser Stelle ein Bild vom hier behandelten Ort. Falls du dabei helfen möchtest, erklärt die Anleitung , wie das geht. BW | Hier wohnte Julius Eichengrün Jg. 1875 deportiert 1942 Theresienstadt 1942 Treblinka ermordet                                          |              |                           |
| Johanna Eichengrün | Bundesstraße 33 · | Bild gesucht Die Wikipedia wünscht sich an dieser Stelle ein Bild vom hier behandelten Ort. Falls du dabei helfen möchtest, erklärt die Anleitung , wie das geht. BW | Hier wohnte Johanna Eichengrün geb. Königheim Jg. 1887 deportiert 1942 Theresienstadt 1942 Treblinka ermordet                          |              |                           |
| Walter Eichengrün  | Bundesstraße 33 · | Bild gesucht Die Wikipedia wünscht sich an dieser Stelle ein Bild vom hier behandelten Ort. Falls du dabei helfen möchtest, erklärt die Anleitung , wie das geht. BW | Hier wohnte Walter Eichengrün Jg. 1913 deportiert 1943 ermordet in Auschwitz                                                           |              |                           |
| Oskar Eichengrün   | Bundesstraße 33 · | Bild gesucht Die Wikipedia wünscht sich an dieser Stelle ein Bild vom hier behandelten Ort. Falls du dabei helfen möchtest, erklärt die Anleitung , wie das geht. BW | Hier wohnte Oskar Eichengrün Jg. 1915 deportiert 1943 ermordet in Auschwitz                                                            |              |                           |
| Betty Heine        | Bundesstraße 53 · | Bild gesucht Die Wikipedia wünscht sich an dieser Stelle ein Bild vom Ort mit diesen Koordinaten 51.408756 8.754269 . Motiv: Bundesstraße 53: Stolpersteine für Betty Heine und Rudolf Eichengrün, die Lage und das Haus Falls du dabei helfen möchtest, erklärt die Anleitung , wie das geht. BW | Hier wohnte Betty Heine Jg. 1868 deportiert 1942 Theresienstadt 1942 Treblinka ermordet                                                |              |                           |
| Rudolf Eichengrün  | Bundesstraße 53 · | Bild gesucht Die Wikipedia wünscht sich an dieser Stelle ein Bild vom hier behandelten Ort. Falls du dabei helfen möchtest, erklärt die Anleitung , wie das geht. BW | Hier wohnte Rudolf Eichengrün Jg. 1893 deportiert 1942 Theresienstadt 1942 Treblinka ermordet                                          |              |                           |

## Borntosten
| Name             | Adresse                | Bild | Inschrift                                                                    | Verlegedatum  | Biografie und Anmerkungen |
| ---------------- | ---------------------- | --- | ---------------------------------------------------------------------------- | ------------- | ------------------------- |
| Maria Silberberg | Am Alten Schulhaus 7 · | Bild gesucht Die Wikipedia wünscht sich an dieser Stelle ein Bild vom Ort mit diesen Koordinaten 51.39128 8.847204 . Motiv: Am Alten Schulhaus 7: Stolperstein für Maria Silberberg, die Lage und das Haus Falls du dabei helfen möchtest, erklärt die Anleitung , wie das geht. BW | Hier wohnte Maria Silberberg Jg. 1924 verhaftet 1944 ermordet in Ravensbrück | 17. März 2015 |                           |

## Canstein
| Name             | Adresse          | Bild | Inschrift                                                                                   | Verlegedatum  | Biografie und Anmerkungen |
| ---------------- | ---------------- | --- | ------------------------------------------------------------------------------------------- | ------------- | ------------------------- |
| Darobert Philipp | Arolser Straße · | Bild gesucht Die Wikipedia wünscht sich an dieser Stelle ein Bild vom Ort mit diesen Koordinaten 51.39867 8.917257 . Motiv: Arolser Straße (genaue Lage nicht bekannt): Stolpersteine für Familie Philipp, die Lage und das Haus Falls du dabei helfen möchtest, erklärt die Anleitung , wie das geht. BW | Hier wohnte Darobert Philipp Jg. 1884 deportiert 1943 Auschwitz ermordet 3.3.1943           | 17. März 2015 |                           |
| Berta Philipp    | Arolser Straße · | Bild gesucht Die Wikipedia wünscht sich an dieser Stelle ein Bild vom hier behandelten Ort. Falls du dabei helfen möchtest, erklärt die Anleitung , wie das geht. BW | Hier wohnte Berta Philipp geb. Loeb Jg. 1886 deportiert 1943 Auschwitz ermordet 3.3.1943    | 17. März 2015 |                           |
| Irmgard Jacob    | Arolser Straße · | Bild gesucht Die Wikipedia wünscht sich an dieser Stelle ein Bild vom hier behandelten Ort. Falls du dabei helfen möchtest, erklärt die Anleitung , wie das geht. BW | Hier wohnte Irmgard Jacob geb. Philipp Jg. 1922 deportiert 1943 Auschwitz ermordet 3.3.1943 | 17. März 2015 |                           |

## Essentho
| Name             | Adresse                   | Bild | Inschrift | Verlegedatum  | Biografie und Anmerkungen |
| ---------------- | ------------------------- | --- | --- | ------------- | ------------------------- |
| Clara Silberberg | Fürstenberger Straße 42 · | Bild gesucht Die Wikipedia wünscht sich an dieser Stelle ein Bild vom Ort mit diesen Koordinaten 51.481029 8.831972 . Motiv: Fürstenberger Straße 42: Stolperstein für Clara Silberberg, die Lage und das Haus Falls du dabei helfen möchtest, erklärt die Anleitung , wie das geht. BW      | Hier wohnte Clara Silberberg geb. Rosenstein Jg. 1873 deportiert 1942 Theresienstadt 1942 Treblinka ermordet | 17. März 2015 |                           |
| Hugo Buchthal    | Fürstenberger Straße 54 · | Bild gesucht Die Wikipedia wünscht sich an dieser Stelle ein Bild vom Ort mit diesen Koordinaten 51.481537 8.830919 . Motiv: Fürstenberger Straße 54: Stolpersteine für das Ehepaar Buchthal, die Lage und das Haus Falls du dabei helfen möchtest, erklärt die Anleitung , wie das geht. BW | Hier wohnte Hugo Buchthal Jg. 1897 'Schutzhaft' 1938 Sachsenhausen deportiert 1941 Riga ermordet             | 17. März 2015 |                           |
| Berta Buchthal   | Fürstenberger Straße 54 · | Bild gesucht Die Wikipedia wünscht sich an dieser Stelle ein Bild vom hier behandelten Ort. Falls du dabei helfen möchtest, erklärt die Anleitung , wie das geht. BW | Hier wohnte Berta Buchthal geb. Mosheim Jg. 1900 deportiert 1941 Riga 1944 Stutthof ermordet                 | 17. März 2015 |                           |

## Giershagen
| Name             | Adresse               | Bild | Inschrift                                                                                           | Verlegedatum  | Biografie und Anmerkungen |
| ---------------- | --------------------- | --- | --------------------------------------------------------------------------------------------------- | ------------- | ------------------------- |
| Adele Kronenberg | Hombourger Straße 6 · | Bild gesucht Die Wikipedia wünscht sich an dieser Stelle ein Bild vom Ort mit diesen Koordinaten 51.407925 8.828797 . Motiv: Hombourger Straße 6: Stolpersteine für Familie Kronenberg, die Lage und das Haus Falls du dabei helfen möchtest, erklärt die Anleitung , wie das geht. BW | Hier wohnte Adele Kronenberg geb. Meyer Jg. 1864 deportiert 1942 Theresienstadt ermordet 21.12.1942 | 17. März 2015 |                           |
| Lilly Kronenberg | Hombourger Straße 6 · | Bild gesucht Die Wikipedia wünscht sich an dieser Stelle ein Bild vom hier behandelten Ort. Falls du dabei helfen möchtest, erklärt die Anleitung , wie das geht. BW | Hier wohnte Lilly Kronenberg Jg. 1889 deportiert 1942 Theresienstadt ermordet 6.1.1943              | 17. März 2015 |                           |

## Niedermarsberg
| Name                    | Adresse             | Bild | Inschrift | Verlegedatum | Biografie und Anmerkungen |
| ----------------------- | ------------------- | --- | --- | ------------ | ------------------------- |
| Hermann Kratzenstein    | Bahnhofstraße 7 ·   | Bild gesucht Die Wikipedia wünscht sich an dieser Stelle ein Bild vom Ort mit diesen Koordinaten 51.461586 8.854555 . Motiv: Bahnhofstraße 7: Stolperstein für Hermann Kratzenstein, die Lage und das Haus Falls du dabei helfen möchtest, erklärt die Anleitung , wie das geht. BW      | Hier wohnte Hermann Kratzenstein Jg. 1891 Flucht 1933 Holland interniert Westerbork deportiert 1943 Theresienstadt 1944 Auschwitz Flossenbürg ermordet 27.1.1945 Leimeritz |              |                           |
| Emilie Kratzenstein     | Bahnhofstraße 7 ·   | Bild gesucht Die Wikipedia wünscht sich an dieser Stelle ein Bild vom hier behandelten Ort. Falls du dabei helfen möchtest, erklärt die Anleitung , wie das geht. BW | Hier wohnte Emilie Kratzenstein geb. Wertheim Jg. 1894 Flucht 1933 Holland interniert Westerbork deportiert 1943 Theresienstadt ermordet 6.10.1944 Auschwitz               |              |                           |
| Erich Kratzenstein      | Bahnhofstraße 7 ·   | Bild gesucht Die Wikipedia wünscht sich an dieser Stelle ein Bild vom hier behandelten Ort. Falls du dabei helfen möchtest, erklärt die Anleitung , wie das geht. BW | Hier wohnte Erich Kratzenstein Jg. 1927 Flucht 1933 Holland interniert Westerbork deportiert 1944 Theresienstadt 1944 Auschwitz 1944 Dachau ermordet 21.3.1945 Flossenbürg |              |                           |
| Ilse Kratzenstein       | Bahnhofstraße 7 ·   | Bild gesucht Die Wikipedia wünscht sich an dieser Stelle ein Bild vom hier behandelten Ort. Falls du dabei helfen möchtest, erklärt die Anleitung , wie das geht. BW | Hier wohnte Ilse Kratzenstein Jg. 1921 Flucht 1933 Holland interniert Westerbork deportiert 1944 Theresienstadt 1944 Auschwitz ermordet                                    |              |                           |
| Henriette Meyer         | Hauptstraße 9 ·     | Bild gesucht Die Wikipedia wünscht sich an dieser Stelle ein Bild vom Ort mit diesen Koordinaten 51.461096 8.854007 . Motiv: Hauptstraße 9: Stolperstein für Henriette Meyer, die Lage und das Haus Falls du dabei helfen möchtest, erklärt die Anleitung , wie das geht. BW             | Hier wohnte Henriette Meyer Jg. 1866 deportiert 30.7.1942 Theresienstadt ermordet 11.1.1944                                                                                |              |                           |
| Margot Levy             | Hauptstraße 31 ·    | Bild gesucht Die Wikipedia wünscht sich an dieser Stelle ein Bild vom Ort mit diesen Koordinaten 51.459646 8.856043 . Motiv: Hauptstraße 31: Stolpersteine Sophie Halle und Familie Levy, die Lage und das Haus Falls du dabei helfen möchtest, erklärt die Anleitung , wie das geht. BW | Hier wohnte Margot Levy Jg. 1921 deportiert 1942 Zamosc ermordet |              |                           |
| Sophie Halle            | Hauptstraße 31 ·    | Bild gesucht Die Wikipedia wünscht sich an dieser Stelle ein Bild vom hier behandelten Ort. Falls du dabei helfen möchtest, erklärt die Anleitung , wie das geht. BW | Hier wohnte Sophie Halle Jg. 1866 deportiert 31.7.1942 Theresienstadt Treblinka ermordet 23.9.1942                                                                         |              |                           |
| Ingeborg Levy           | Hauptstraße 31 ·    | Bild gesucht Die Wikipedia wünscht sich an dieser Stelle ein Bild vom hier behandelten Ort. Falls du dabei helfen möchtest, erklärt die Anleitung , wie das geht. BW | Hier wohnte Ingeborg Levy Jg. 1924 deportiert 1942 Zamosc ermordet |              |                           |
| Liselotte Levy          | Hauptstraße 31 ·    | Bild gesucht Die Wikipedia wünscht sich an dieser Stelle ein Bild vom hier behandelten Ort. Falls du dabei helfen möchtest, erklärt die Anleitung , wie das geht. BW | Hier wohnte Liselotte Levy Jg. 1923 deportiert 1943 ermordet in Auschwitz                                                                                                  |              |                           |
| Hertha Levy             | Hauptstraße 31 ·    | Bild gesucht Die Wikipedia wünscht sich an dieser Stelle ein Bild vom hier behandelten Ort. Falls du dabei helfen möchtest, erklärt die Anleitung , wie das geht. BW | Hier wohnte Hertha Levy geb. Mansbach Jg. 1900 deportiert 1943 Auschwitz ermordet 1945 in Bergen-Belsen                                                                    |              |                           |
| Arthur Levy             | Hauptstraße 31 ·    | Bild gesucht Die Wikipedia wünscht sich an dieser Stelle ein Bild vom hier behandelten Ort. Falls du dabei helfen möchtest, erklärt die Anleitung , wie das geht. BW | Hier wohnte Arthur Levy Jg. 1893 deportiert 1943 ermordet in Auschwitz |              |                           |
| Isidor Kleeberg         | Hauptstraße 36 ·    | Bild gesucht Die Wikipedia wünscht sich an dieser Stelle ein Bild vom Ort mit diesen Koordinaten 51.45991 8.855965 . Motiv: Hauptstraße 36: Stolperstein für Isidor Kleeberg, die Lage und das Haus Falls du dabei helfen möchtest, erklärt die Anleitung , wie das geht. BW             | Hier wohnte Isidor Kleeberg Jg. 1874 deportiert 22.8.1942 Theresienstadt ermordet 24.11.1942                                                                               |              |                           |
| Frieda Dalberg          | Hauptstraße 50 ·    | Bild gesucht Die Wikipedia wünscht sich an dieser Stelle ein Bild vom Ort mit diesen Koordinaten 51.458995 8.857008 . Motiv: Hauptstraße 50: Stolperstein für Frieda Dalberg, die Lage und das Haus Falls du dabei helfen möchtest, erklärt die Anleitung , wie das geht. BW             | Hier wohnte Frieda Dalberg geb. Silbermann deportiert 25.7.1942 Theresienstadt ermordet 29.12.1943                                                                         |              |                           |
| Moritz Alexander        | Kötterhagen 10 ·    | Bild gesucht Die Wikipedia wünscht sich an dieser Stelle ein Bild vom Ort mit diesen Koordinaten 51.460274 8.853576 . Motiv: Kötterhagen 10: Stolperstein für das Ehepaar Alexander, die Lage und das Haus Falls du dabei helfen möchtest, erklärt die Anleitung , wie das geht. BW      | Hier wohnte Moritz Alexander Jg. 1878 unfreiwillig verzogen Köln deportiert 1941 Riga ermordet                                                                             |              |                           |
| Ella Alexander          | Kötterhagen 10 ·    | Bild gesucht Die Wikipedia wünscht sich an dieser Stelle ein Bild vom hier behandelten Ort. Falls du dabei helfen möchtest, erklärt die Anleitung , wie das geht. BW | Hier wohnte Ella Alexander geb. Rosenstern Jg. 1879 unfreiwillig verzogen Köln deportiert 1941 Riga ermordet                                                               |              |                           |
| Paul Stamm              | Magnusstraße 8 ·    | Bild gesucht Die Wikipedia wünscht sich an dieser Stelle ein Bild vom Ort mit diesen Koordinaten 51.45911 8.855244 . Motiv: Magnusstraße 8: Stolpersteine für Familie Stamm, die Lage und das Haus Falls du dabei helfen möchtest, erklärt die Anleitung , wie das geht. BW              | Hier wohnte Paul Stamm Jg. 1893 deportiert 1942 Theresienstadt ermordet 12.7.1944                                                                                          |              |                           |
| Kläre Stamm             | Magnusstraße 8 ·    | Bild gesucht Die Wikipedia wünscht sich an dieser Stelle ein Bild vom hier behandelten Ort. Falls du dabei helfen möchtest, erklärt die Anleitung , wie das geht. BW | Hier wohnte Kläre Stamm Jg. 1920 deportiert 1942 Zamosc ermordet |              |                           |
| Elisabeth 'Liesel'Stamm | Magnusstraße 8 ·    | Bild gesucht Die Wikipedia wünscht sich an dieser Stelle ein Bild vom hier behandelten Ort. Falls du dabei helfen möchtest, erklärt die Anleitung , wie das geht. BW | Hier wohnte Elisabeth 'Liesel' Stamm Jg. 1923 deportiert 1942 Zamosc ermordet                                                                                              |              |                           |
| Anna Meyerhoff          | Paulinenstraße 17 · | Bild gesucht Die Wikipedia wünscht sich an dieser Stelle ein Bild vom Ort mit diesen Koordinaten 51.46215 8.856977 . Motiv: Paulinenstraße 17: Stolpersteine für Familie Meyerhoff, die Lage und das Haus Falls du dabei helfen möchtest, erklärt die Anleitung , wie das geht. BW       | Hier wohnte Anna Meyerhoff geb. Rosenbaum Jg. 1893 deportiert 1942 Zamosc ermordet                                                                                         |              |                           |
| Liesel Meyerhoff        | Paulinenstraße 17 · | Bild gesucht Die Wikipedia wünscht sich an dieser Stelle ein Bild vom hier behandelten Ort. Falls du dabei helfen möchtest, erklärt die Anleitung , wie das geht. BW | Hier wohnte Liesel Meyerhoff Jg. 1919 deportiert 1942 Zamosc ermordet |              |                           |
| Ernst Meyerhoff         | Paulinenstraße 17 · | Bild gesucht Die Wikipedia wünscht sich an dieser Stelle ein Bild vom hier behandelten Ort. Falls du dabei helfen möchtest, erklärt die Anleitung , wie das geht. BW | Hier wohnte Ernst Meyerhoff Jg. 1921 deportiert 1942 Zamosc ermordet |              |                           |
| Helmut Meyerhoff        | Paulinenstraße 17 · | Bild gesucht Die Wikipedia wünscht sich an dieser Stelle ein Bild vom hier behandelten Ort. Falls du dabei helfen möchtest, erklärt die Anleitung , wie das geht. BW | Hier wohnte Helmut Meyerhoff Jg. 1927 deportiert 1942 Zamosc ermordet |              |                           |
| Selma Bachmann          | Weist 30 ·          | Bild gesucht Die Wikipedia wünscht sich an dieser Stelle ein Bild vom Ort mit diesen Koordinaten 51.458486 8.855662 . Motiv: Weist 30: Stolperstein für Selma Bachmann, die Lage und das Haus Falls du dabei helfen möchtest, erklärt die Anleitung , wie das geht. BW                   | Hier wohnte Selma Bachmann Jg. 1887 eingewiesen 1940 Heilanstalt Gießen 'verlegt' 1.10.1940 Landes-Pflegeanstalt Brandenburg ermordet 1.10.1940 Aktion T4                  |              |                           |

## Udorf
| Name               | Adresse         | Bild | Inschrift                                                                                   | Verlegedatum  | Biografie und Anmerkungen |
| ------------------ | --------------- | --- | ------------------------------------------------------------------------------------------- | ------------- | ------------------------- |
| Johanna Kronenberg | Orpestraße 1 ·  | Bild gesucht Die Wikipedia wünscht sich an dieser Stelle ein Bild vom Ort mit diesen Koordinaten 51.420074 8.941149 . Motiv: Orpestraße 1: Stolperstein für Johanna Kronenberg, die Lage und das Haus Falls du dabei helfen möchtest, erklärt die Anleitung , wie das geht. BW | Hier wohnte Johanna Kronenberg Jg. 1871 deportiert 1942 Theresienstadt ermordet 14.8.1942   | 30. Sep. 2016 |                           |
| Fanny Rosenbaum    | Orpestraße 12 · | Bild gesucht Die Wikipedia wünscht sich an dieser Stelle ein Bild vom Ort mit diesen Koordinaten 51.419649 8.94334 . Motiv: Orpestraße 12: Stolpersteine für Familie Rosenbaum, die Lage und das Haus Falls du dabei helfen möchtest, erklärt die Anleitung , wie das geht. BW | Hier wohnte Fanny Rosenbaum Jg. 1865 deportiert 1942 Theresienstadt 1942 Treblinka ermordet | 30. Sep. 2016 |                           |
| Minna Rosenbaum    | Orpestraße 12 · | Bild gesucht Die Wikipedia wünscht sich an dieser Stelle ein Bild vom hier behandelten Ort. Falls du dabei helfen möchtest, erklärt die Anleitung , wie das geht. BW | Hier wohnte Minna Rosenbaum geb. Kleinstrass Jg. 1878 deportiert 1942 Zamosc ermordet       | 30. Sep. 2016 |                           |
| Ernst Rosenbaum    | Orpestraße 12 · | Bild gesucht Die Wikipedia wünscht sich an dieser Stelle ein Bild vom hier behandelten Ort. Falls du dabei helfen möchtest, erklärt die Anleitung , wie das geht. BW | Hier wohnte Ernst Rosenbaum Jg. 1909 'Schutzhaft' 1938 Buchenwald ermordet 15.11.1938       | 30. Sep. 2016 |                           |

## Westheim
| Name                 | Adresse              | Bild | Inschrift                                                                                         | Verlegedatum | Biografie und Anmerkungen |
| -------------------- | -------------------- | --- | ------------------------------------------------------------------------------------------------- | ------------ | ------------------------- |
| Wilhelmine Rosenbaum | Auf der Insel 25 ·   | Bild gesucht Die Wikipedia wünscht sich an dieser Stelle ein Bild vom Ort mit diesen Koordinaten 51.492482 8.904597 . Motiv: Auf der Insel 25: Stolperstein für Wilhelmine Rosenbaum, die Lage und das Haus Falls du dabei helfen möchtest, erklärt die Anleitung , wie das geht. BW | Hier wohnte Wilhelmine Rosenbaum geb. Stock Jg. 1876 deportiert 1941 Minsk ermordet               | 8. Dez. 2009 |                           |
| Rika Stamm           | Kasseler Straße 34 · | Bild gesucht Die Wikipedia wünscht sich an dieser Stelle ein Bild vom Ort mit diesen Koordinaten 51.494424 8.907736 . Motiv: Kasseler Straße 34: Stolpersteine für Familie Stamm, die Lage und das Haus Falls du dabei helfen möchtest, erklärt die Anleitung , wie das geht. BW     | Hier wohnte Rika Stamm geb. Eichwald Jg. 1865 deportiert 1942 Theresienstadt ermordet 30.1.1943   | 8. Dez. 2009 |                           |
| Bruno Stamm          | Kasseler Straße 34 · | Bild gesucht Die Wikipedia wünscht sich an dieser Stelle ein Bild vom hier behandelten Ort. Falls du dabei helfen möchtest, erklärt die Anleitung , wie das geht. BW | Hier wohnte Bruno Stamm Jg. 1903 'Schutzhaft' 1938 Buchenwald deportiert 1942 Schicksal unbekannt | 8. Dez. 2009 |                           |
| Thekla Dittrich      | Kasseler Straße 34 · | Bild gesucht Die Wikipedia wünscht sich an dieser Stelle ein Bild vom hier behandelten Ort. Falls du dabei helfen möchtest, erklärt die Anleitung , wie das geht. BW | Hier wohnte Thekla Dittrich geb. Katz Jg. 1880 deportiert 1943 Theresienstadt ermordet 27.8.1944  | 8. Dez. 2009 |                           |